# Holocaust (együttes)
A Holocaust skót heavy metal együttes. 1973-ban alakultak Edinburgh városában. Többször is feloszlottak. A zenekar egyike a NWOBHM (a brit heavy metal új hulláma) mozgalom képviselőinek.

## Diszkográfia
- The Nightcomers (1981)
- Steal the Stars (1983, 'Hologram' néven)
- No Man's Land (1984)
- The Sound of Souls (1989)
- Hypnosis of Birds (1992)
- Spirits Fly (1996)
- Covenant (1997)
- The Courage to Be (2000)
- Primal (2003)
- Predator (2015)
- Elder Gods (2019)

## Egyéb kiadványok
Koncertalbumok
- Live (Hot Curry & Wine) (1983)

EP-k, kislemezek
- "Heavy Metal Mania" (1980)
- Heavy Metal Mania (1980)
- "Smokin' Valves" (1980)
- Smokin' Valves (1980)
- Live from the Raw Loud 'n' Live Tour (1981)
- Comin' Through (1982)
- Heavy Metal Mania '93 (1993)
- Expander (2013)

Válogatáslemezek
- NWOBHM '79 Revisited (1990)
- Smokin' Valves: The Anthology (2003)

Videó albumok
- Live from the Raw Loud 'n' Live Tour (1981, VHS; 2004, DVD)